# 남동임해공업지역

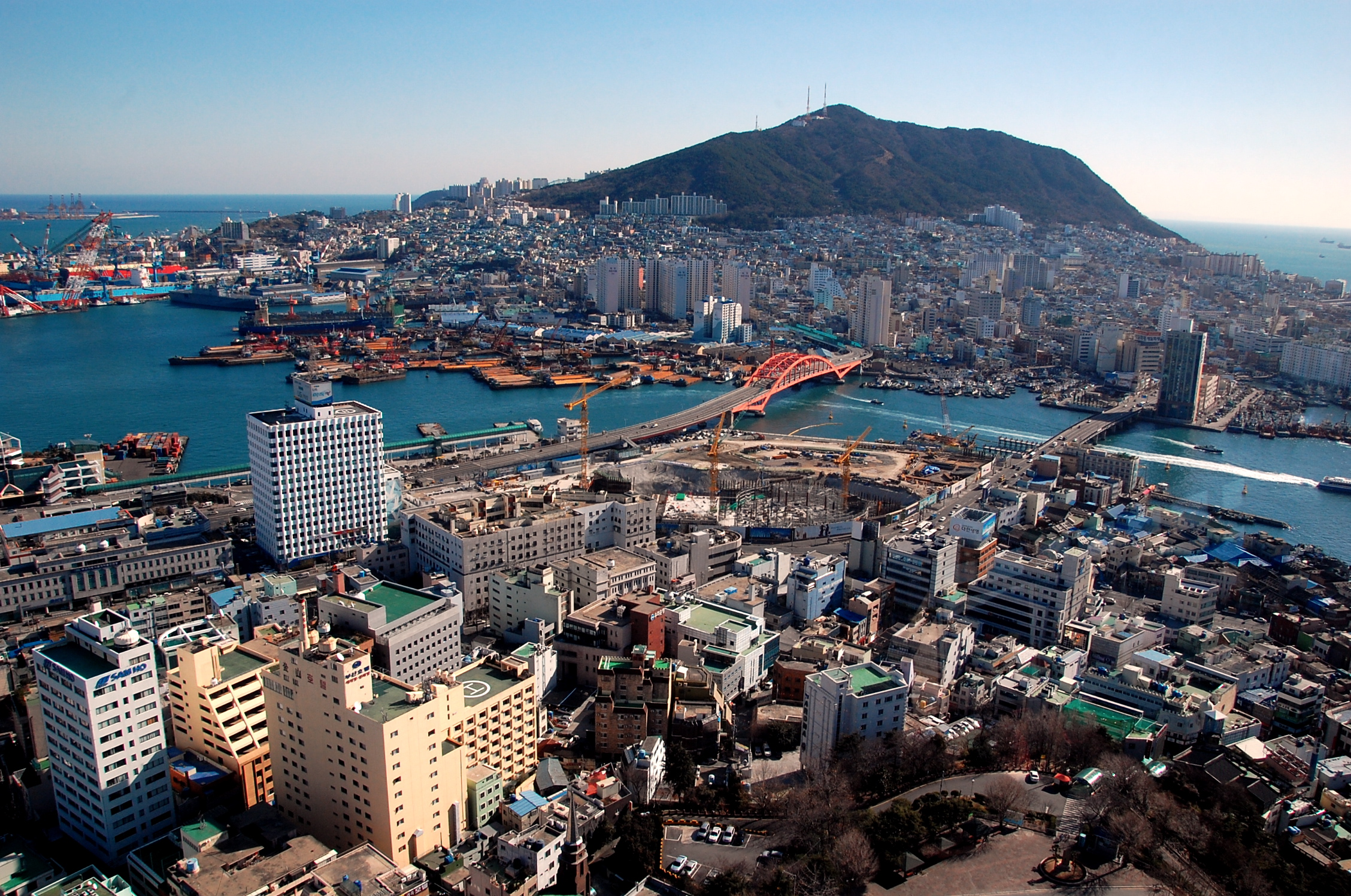
부산시의 모습

남동임해공업지역(南東臨海工業地域, 영어: Southeastern Maritime Industrial Region) 또는 남동연안공업지대(南東沿岸工業地帶) 혹은 동남 경제권(東南經濟圈, 영어: Greater Busan Area)은 대한민국 남동쪽 해안의 전라남도 여수시에서 경상북도 포항시에 이르는 수송 적환지 지향형 공업지역 벨트를 말한다.
대한민국의 최대 중공업 지역으로 여수시, 광양시, 사천시, 통영시, 거제시, 창원시, 부산시, 울산시, 포항시가 여기에 속한다. 원료수입과 제품수출에 유리한 수송 적환지이며 노동력이 풍부하다. 발달한 중공업으로는 제철, 자동차, 항공, 조선, 기계, 석유 화학 등이 있다. 1960년대부터 이어진 국토종합개발계획에 따라 이곳의 항구 도시들은 공업 단지로 계획 개발되어 현재에 이른다.

## 조선업 수주 감소 문제

### 2010년 통영시
2010년대에 들어 이 지역의 조선업 수주량이 줄어들어 문제가 되고 있다. 2010년 통영시의 유력 기업인 SLS조선(현 신아SB)이 실적 부진으로 재무 개선 작업에 들어가고, 성동조선해양도 채권단 자율협약에 돌입했다. 그 결과 6,000 여 명의 대량 실업으로 이어졌다. 이에 통영시는 정부에 고용특별지구로 신청하여 지원금을 받는 한편, 수산업의 판로 개척을 진행하고, 통영 케이블카와 동피랑마을의 인기에 힘입은 관광업을 키우는 등 빠르게 대처하였다. 이에 2008년 556 만명 이던 관광객 수가 2015년 660만 명으로 증가하는 성과를 거두었다.

## 같이 보기

### 소속 산업단지
- 여수국가산업단지
- 창원국가산업단지
- 울산미포국가산업단지